# Ashton (Hampshire)
Ashton – przysiółek w Anglii, w hrabstwie Hampshire. Leży 16 km na południowy wschód od miasta Winchester i 98 km na południowy zachód od Londynu. W latach 1870–1872 miejscowość liczyła 310 mieszkańców.